# Todd Skipworth
Todd Skipworth (ur. 15 lutego 1985 w Perth) – australijski wioślarz, reprezentant Australii w wioślarskiej czwórce bez sternika wagi lekkiej podczas Letnich Igrzysk Olimpijskich w Pekinie.

## Osiągnięcia
- Mistrzostwa Świata – Eton 2006 – czwórka bez sternika wagi lekkiej – 6. miejsce[2].
- Igrzyska Olimpijskie – Pekin 2008 – czwórka bez sternika wagi lekkiej – 9. miejsce[1].